# Квіти і дерева
«Квіти і дерева» (англ. Flowers and Trees) — американський короткометражний мультфільм режисера Берта Джиллетта 1932 року. У 1932 році фільм був нагороджений премією «Оскар» за найкращий анімаційний короткометражний фільм.
«Квіти та дерева» спочатку знімалися в чорно-білому варіанті, поки Волт Дісней не переглянув проби трикольорового «Техніколора», відзняті його винахідником Гербертом Калмусом. Вирішивши, що «Квіти та дерева» будуть прекрасним тестом для процесу, Дісней відмовився від знятого чорно-білого матеріалу, і переробив короткометражку в кольорі.

## Сюжет
Одним весняним ранком у прекрасному саду Дерево-хлопчик закохався в Дерево-дівчинку, але його підступний суперник має намір хитрістю викрасти її серце. Проте на допомогу завжди готові прийти танцюючі квіточки і пташки, які проженуть лиходія і допоможуть деревам знайти свою любов.